# Torilis arvensis
Torilis arvensis es una especie de planta herbácea perteneciente a la familia de las apiáceas. Es originario de Eurasia y del norte de África.

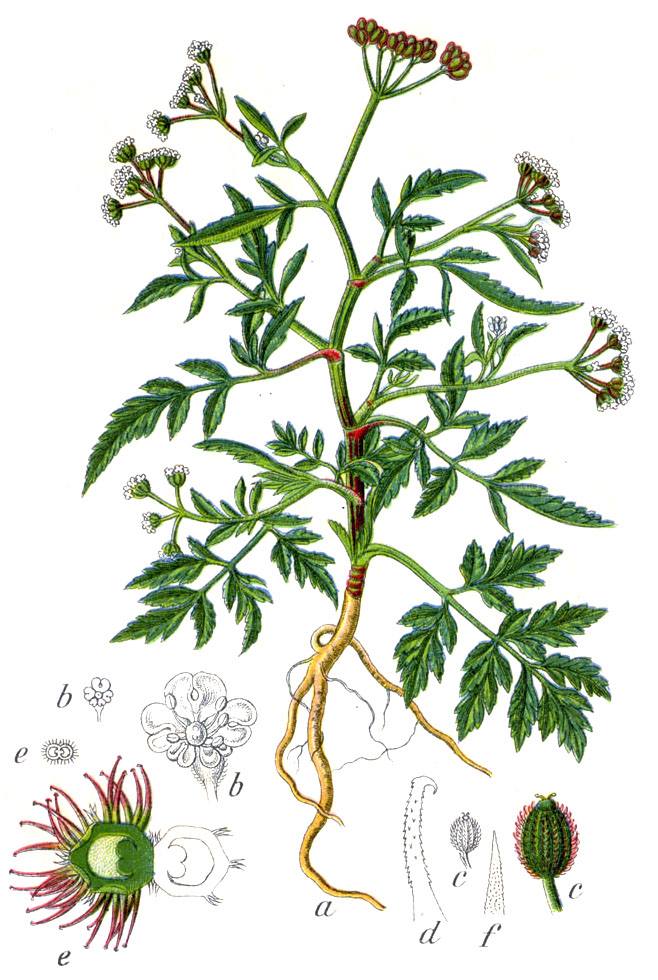
Ilustración.

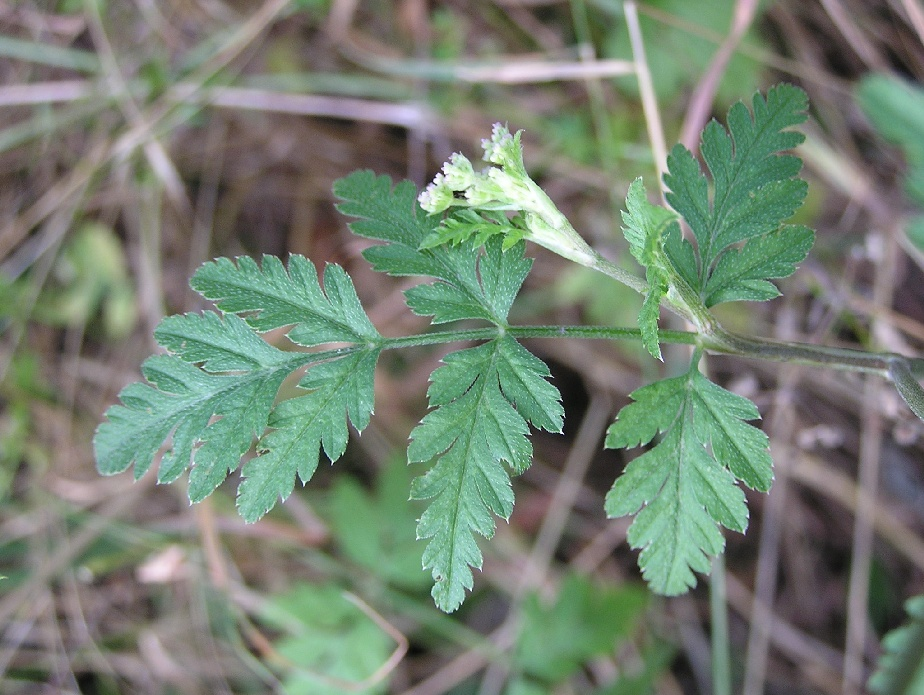
Hojas.

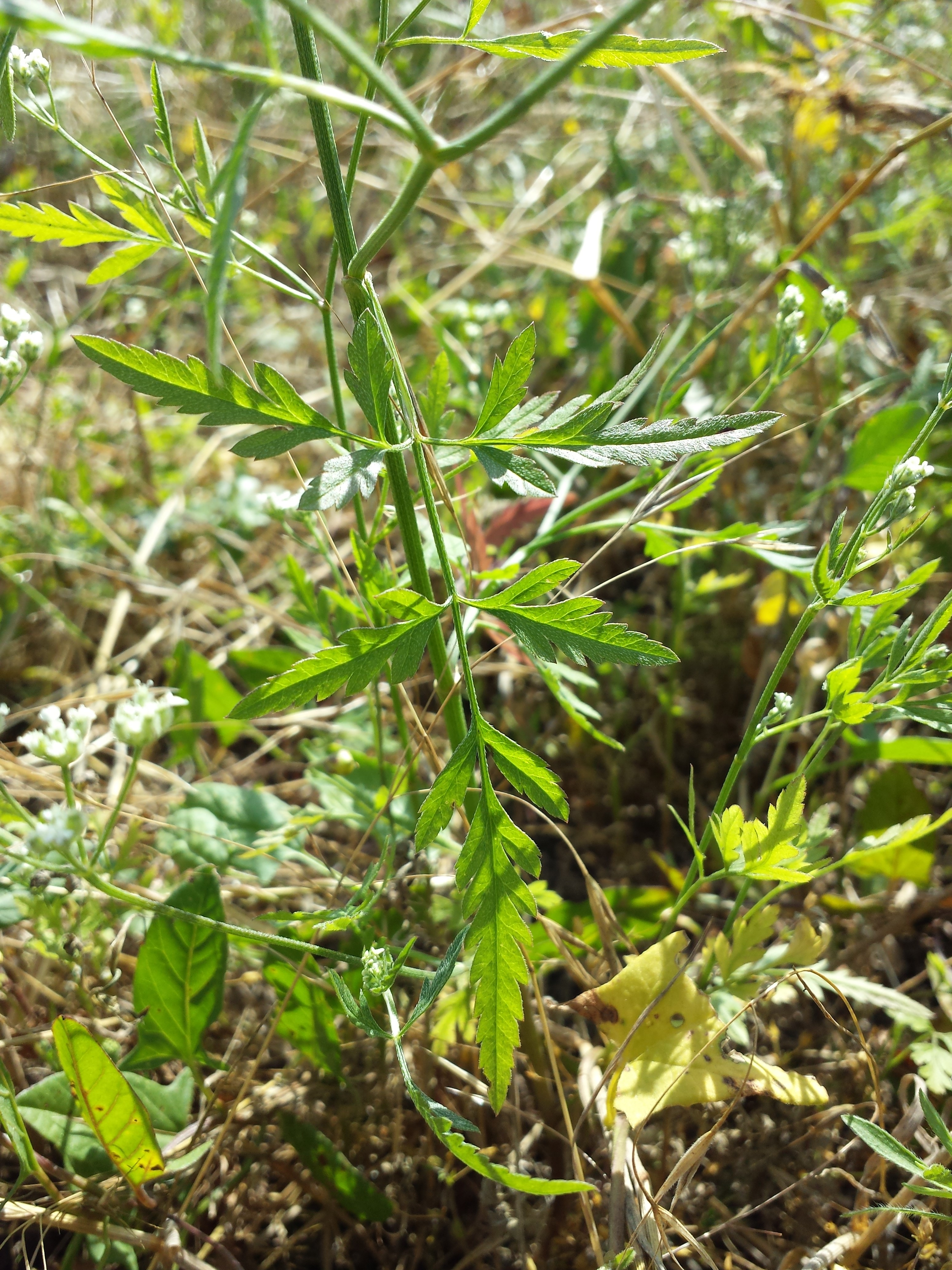
Vista de la planta.

## Descripción
Es una planta herbácea terófita con tallo erecto. Las hojas se encuentran repetidamente divididas en segmentos estrechos. La inflorescencia es una umbela con flores blancas, rodeada de brácteas divididas en lacinias lineares.
Las semillas están cubiertas de espinetas o aguijones en forma de gancho, lo que hace que puedan ser dispersadas con facilidad cogidas de los pelos de los animales, la ropa o los cordones de zapatos de la gente.

## Hábitat
A menudo se encuentra en los campos de cultivo de cereales, siendo especialmente común en los campos de trigo abandonados. También se la encuentra en baldíos y ambientes ruderales.
La planta silvestre es delgada y sin valor como alimento. Sin embargo esta es importante ecológicamente pues es una de las plantas preferidas por las orugas de muchas mariposas, como la mariposa rey.

## Taxonomía
Torilis arvensis fue descrita por (Huds.) Link y publicado en Enumeratio Plantarum Horti Regii Berolinensis Altera 1: 265. 1821.
Variedades
- Torilis arvensis (Huds.) Link subsp. neglecta - catxurros.[2]
- Torilis arvensis (Huds.) Link subsp. purpurea.[3]
- Torilis arvensis (Huds.) Link subsp. recta Jury.[4]

Citología
Número de cromosomas de Torilis arvensis (Fam. Umbelliferae) y taxones infraespecíficos = Torilis arvensis (Huds.) Link subsp. arvensis (Huds.) Link: 2n=12.
Sinonimia
- Caucalis arvensis Huds.
- Caucalis helvetica Jacq.
- Caucalis infesta subsp. heterophylla (Guss.) Ball
- Caucalis infesta var. elatior Gaudin
- Caucalis infesta (L.) Curtis
- Caucalis purpurea Ten.
- Scandix infesta L.
- Torilis dominici Sennen
- Torilis helvetica var. anthriscoides DC.
- Torilis helvetica var. neglecta (Spreng.) Merino
- Torilis helvetica (Jacq.) C.C.Gmel.
- Torilis heterophylla Guss.
- Torilis infesta var. neglecta (Spreng.) Lange in Willk. & Lange
- Torilis infesta (L.) Clairv.
- Torilis infesta (L.) Hoffm.
- Torilis neglecta Spreng. in Roem. & Schult.
- Torilis purpurea (Ten.) Guss.[6]

## Nombre común
- Castellano: abaleas, bardanilla, cachurros.[6]